# Predator
Predator és una pel·lícula estatunidenca d'acció i ciència-ficció de 1987, dirigida per John McTiernan, escrita per Jim Thomas i John Thomas, i protagonitzada per Arnold Schwarzenegger, Carl Weathers, Jesse Ventura, Kevin Peter Hall, Elpidia Carrillo, Bill Duke, Shane Black, Richard Chaves i Sonny Landham en els papers principals.
La pel·lícula narra la història d'una força d'elit que emprèn una missió per rescatar un ostatge d'una guerrilla situada a l'Amèrica Central. Mentre realitzen la missió seran al seu torn aguaitats per un caçador extraterrestre.
Va ser guardonada amb el Premi Saturn 1988 a la millor música (Alan Silvestri) i a més va rebre els premis BMI-Música 1988, per a Alan Silvestri, i el Golden Reel 1988 de la Motion Picture Sound Editors en la categoria millor muntatge i efectes de so (Richard Shorr).
L'èxit d'aquesta primera pel·lícula va propiciar la realització d'una seqüela, titulada Predator 2 i estrenada en 1990. Temps després es tornarien a realitzar pel·lícules sobre el personatge de Predator juntament amb el de la saga Alien, titulades Alien vs. Predator (2004) i Alien vs. Predator 2 (2007). El 9 de juliol de 2010 es va estrenar una altra pel·lícula de la saga titulada en anglès Predators i el 2018 es va estrenar una més, anomenada The Predator.

## Argument
La pel·lícula comença mostrant una nau espacial apropant-se a la Terra, a continuació es mostra la costa de Guatemala on un grup de forces especials estatunidenques comandat pel Delta Force Major Alan "Dutch" Schaeffer (Arnold Schwarzenegger) és enviat a rescatar a un ministre del gabinet presidencial segrestat per un grup guerriller fos del país. “Dutch” juntament amb un antic company de les Forces Especials de l'Exèrcit dels Estats Units, actualment pertanyent a la Divisió d'Activitats Especials de l'Agència Central d'Intel·ligència, anomenat George Dillon (Carl Weathers) i la resta de components de l'equip, "5 soldats" són transportats en helicòpter a la jungla.
En arribar, descobreixen les restes d'un helicòpter accidentat a la zona i poc després troben els cossos d'uns soldats de les forces especials nord-americans espellats, la presència d'un grup com aquest a la zona desconcerta a “Dutch”. Temps després donen amb un campament fortament defensat amb presència de militars soviètics. Acaben amb tot el campament excepte amb una guerrillera anomenada Anna (Elpidia Carrillo) que és capturada. “Dutch” descobreix que la missió de rescat no era tal, si no que havien estat enviats a destruir el campament rebel. Dillon reconeix que els cossos que havien trobat abans eren agents desapareguts de la CIA.
Mentre es dirigeixen al punt d'extracció per un camí poc recomanable són observats a distància per una criatura desconeguda, que usa tècniques de termografia. Dos membres del grup són assassinats misteriosament i els supervivents comencen a adonar-se que hi ha alguna cosa en la jungla que els està observant. Anna els explica que és un vell dimoni, conegut localment per caçar i esbudellar humans durant els estius calorosos. Malgrat els intents de localitzar i atrapar a la criatura, el grup es va reduint a poc a poc, d'un en un, fins que solament queden “Dutch” i Anna. “Dutch” s'adona que la criatura solament ataca a aquells que porten armes, així que envia a Anna desarmada al punt d'extracció. “Dutch” fuig perseguit per la criatura i accidentalment cau per una cascada i gens fins a la riba quedant cobert de fang, circumstància que li permet observar a la criatura sense que aquesta ho localitzi, així descobreix que és un extraterrestre bípede mimetitzat, per la qual cosa arriba a la conclusió que el fang ha bloquejat el sensor tèrmic de l'extraterrestre.
“Dutch” s'enfronta a l'extraterrestre, usant fang com a camuflatge i preparant una sèrie de paranys i armes improvisades per atrapar-ho. Crida l'atenció de l'extraterrestre, però aquest no és capaç de trobar-ho a causa del fang amb què va cobrir el seu cos i les fogueres que va encendre i que distorsionen la seva visió; en aquesta situació, gràcies a les emboscades del soldat, la criatura perd el seu camuflatge. Així i tot l'extraterrestre aconsegueix contraatacar i capturar a “Dutch”, però li ofereix un duel final mà a mà. “Dutch” es veu acorralat ja que la criatura no sent els seus cops i posseeix una força descomunal, encara que aconsegueix guiar a l'extraterrestre fins a un parany aquest la descobreix i envolta, però Dutch l'activa i aconsegueix aixafar-ho amb el tronc que va usar com a contrapès, deixant-ho ferit de mort. L'extraterrestre activa un dispositiu que té en el seu braç engegant un compte regressiu, “Dutch” pressenteix que no es tracta d'alguna cosa bé així que fuig i es posa a cobert mentre una enorme explosió arrasa la jungla. Anna torna finalment amb l'helicòpter per rescatar a “Dutch”.

## Producció
Després del llançament de Rocky IV, hi havia un acudit circulant per Hollywood. Com Rocky Balboa s'havia quedat sense oponents a la terra, en la cinquena part de la pel·lícula hauria d'enfrontar-se a un extraterrestre. Els guionistes Jim i John Thomas es van prendre l'acudit de debò i van desenvolupar un guió basat en això. El guió es deia inicialment Hunter (traduït com a caçador).
20th Century Fox va adquirir el guió en 1985 i l'hi va adjudicar al productor Joel Silver ja que havia demostrat en pel·lícules com Comando que era capaç de convertir un guió de ciència-ficció de baixa qualitat en una gran producció. Per a això va tenir com co-productor al seu anterior cap Lawrence Gordon i junts van triar a John McTiernan perquè dirigís la seva primera pel·lícula d'estudi.
20th Century Fox va produir la pel·lícula al costat d'Amercent Films, American Entertainment Partners L.P., Davis Entertainment, Lawrence Gordon Productions i Silver Pictures. La distribució va quedar a càrrec de 20th Century Fox. La pel·lícula va ser qualificada R als Estats Units, no recomanada a menors de setze anys a l'Argentina i no recomanada per a menors de divuit anys a Espanya i Xile.

### Repartiment
- Arnold Schwarzenegger: Major Alan "Dutch" Schaefer
- Carl Weathers: George Dillon
- Elpidia Carrillo: Anna Gonsalves
- Bill Duke: Mac Eliot
- Richard Chaves: Jorge "Poncho" Ramírez
- Jesse Ventura: Blain Cooper
- Sonny Landham: Billy Sole
- Shane Black: Rick Hawkins
- R. G. Armstrong: Major General Homer Phillips
- Kevin Peter Hall: Predator/Jungle Hunter / Pilot de l'helicòpter
- Sven-Ole Thorsen: Assessor militar soviètic
- Peter Cullen: Veu del Predator (No acreditat)

Per mantenir la forma es va establir una competitivitat entre ells fora de la pel·lícula, va ser freqüent la realització de concursos d'entrenament amb peses i passar hores en el gimnàs competint entre ells.
Entre aquest elenc d'atletes van incloure, segons les pròpies paraules del productor, a Carl Weathers perquè necessitaven un bon actor al costat de Schwarzenegger, i al guionista Shane Black perquè ajudés si calgués al llavors novençà director John McTiernan, cosa que mai va arribar a fer.
Al principi el paper de Predator anava a ser interpretat per Jean-Claude Van Damme per dotar a la criatura d'uns moviments àgils, com un ninja. Quan es van realitzar comparacions d'altura i grandària respecte a la resta d'actors, va quedar clar que es necessitava un actor de més altura. A més es va dir que Van Damme es va queixar que el vestit donava massa calor i que ell no apareixeria en pantalla sense el vestit. En l'autobiografia de Jesse Ventura, diu que en les primeres fases de la producció Van Damme va ferir a un especialista a propòsit.
Van Damme va ser exclòs de la pel·lícula i reemplaçat per Kevin Peter Hall, qui amb els seus dos metres i dinou centímetres d'altura havia acabat d'interpretar a un peu gran a Harry i els Hendersons.
| Actor                 | Personatge                   | Descripció |
| --------------------- | ---------------------------- | --- |
| Arnold Schwarzenegger | Major Alan "Dutch" Schaeffer | Capdavanter del grup de forces especials enviat rescatar a un ministre del gabinet presidencial segrestat per un grup guerriller.                                                        |
| Carl Weathers         | George Dillon                | Antic company de Dutch i membre de la divisió d'activitats especials de la CIA. |
| Elpidia Carrillo      | Anna                         | Guerrillera capturada per l'equip de Dutch. |
| Jesse Ventura         | Blain Cooper                 | Veterà de Vietnam, sempre va mastegant tabac i porta un barret vaquer. Porta una minigun modificada que crida "Ol' Painless" ("la impacient" a Espanya, "la indolora" a Llatinoamèrica). |
| Bill Duke             | Mac Eliot                    | Un company de Blain Cooper, van servir junts en la Guerra del Vietnam. |
| Sonny Landham         | Billy Sole                   | És un rastrejador amerindi, molt callat. |
| Richard Chaves        | Jorge "Poncho" Ramirez       | És un chicano. |
| Shane Black           | Rick Hawkins                 | Hawkins és el tècnic i operador de ràdio. |
| R. G. Armstrong       | General Homer Phillips       | Coordinador de la missió. |
| Kevin Peter Hall      | Predator                     | Criatura extraterrestre que caça als soldats / Pilot de l'helicòpter. |
| Sven-Ole Thorsen      | -                            | Assessor militar soviètic. |

### Rodatge i localitzacions
Part de la pel·lícula es va rodar a Mèxic, en les jungles de Palenque, en la cascada Misol-Ha, en Villahermosa, Tabasco i en Puerto Vallarta.
Segons Schwarzenegger, la pel·lícula requeria molt esforç físic, ell havia de nedar en aigua molt freda i va passar tres setmanes cobert de fang per a l'escena final. La temperatura en la jungla era molt freda, per la qual cosa contínuament havien de tenir enceses llums calefactoras. El terreny era molt escarpado, va dir, Sempre en un pujol. Estàvem tot el dia en un pujol, una cama a dalt, l'altra a baix, mai era pla. Va ser terrible. Schwarzenegger a més va haver de fer front a Kevin Peter Hall, disfressat, la disfressa no li permetia veure. L'actor recordava així que quan se suposa que havia de copejar-me i estar lluny de la meva cara, de sobte, whap! Aquí està la mà amb aquestes arpes! Hall va dir en una entrevista no va ser una pel·lícula, va ser una història de supervivència. Per exemple, en una escena que Predator havia de perseguir a Dutch, l'aigua estava repugnant, estancada i plena de sangoneres.

### Música
La banda sonora està composta per Alan Silvestri, que acabava de compondre la de Back to the Future el 1985, amb gran èxit. Predator era la seva primera gran pel·lícula d'acció, i la banda sonora té la majoria de les seves particularitats creatives: tocs de banya, instruments de corda stacatto i redoblaments de timbal de concert que destaquen el suspens i les escenes d'acció.
La cançó "Long Tall Sally" de Little Richard sona en l'escena en la qual l'helicòpter es dirigeix cap a la jungla; Mac fins i tot recita unes poques línies de la lletra de la cançó mentre va a la recerca de Predator després que aquest s'havia escapat d'un parany.
Alan Silvestri també va compondre la banda sonora de Predator 2 convertint-se en l'únic compositor que ha intervingut en més d'una pel·lícula en la saga Alien o Predator. La primària i bèl·lica banda sonora va rebre molt bones crítiques i és considerada una de les clàssiques d'Alan Silvestri, amb un tema basat en instruments de percussió molt pegadizo.
Parts de la banda sonora van ser apareixent en diferents recopilatoris entre 1997 i 2001, alguns incloïen cançons que sonaven en la pel·lícula, música de la seqüela, frases de Schwarzenegger, etc. però tots incloïen les mateixes peces de Silvestri. Finalment el 2003 Varese Sarabande va llançar una banda sonora sobre la pel·lícula amb una qualitat sonora molt alta.

### Crítica i taquilla
Predator va ser el número u en taquilla en el cap de setmana de la seva estrena, recaptant dotze milions de dòlars. En total va recaptar als Estats Units USD 59.735.548 i en la resta del món USD 38.532.010.
La reacció inicial de la crítica va ser negativa, els crítics van destacar la falta d'història i diversió. Janet Maslin del The New York Times la va descriure com a esborronador i avorrida, amb poques sorpreses Peter Stack del San Francisco Chronicle va escriure que la pel·lícula és una cosa insignificant si la hi mira bé, té poc de la provocativa intel·ligència que existia en Terminator. Però almenys té una mica de suspens i algun esglai. Dean Lamanna va escriure a Cinefantastique que la monstruosament militaritzada pel·lícula cansa per la seva manca d'originalitat. La revista Variety va dir que la pel·lícula està una mica per sobre de la mitjana de les pel·lícules d'acció, intenta compensar l'insignificant argument amb unes esborronadores morts i uns impressionants efectes especials. Michael Wilmington va escriure una ressenya negativa centrant-se en la història, sens dubte una de les pel·lícules més buides, fluixes i sense originalitat que un estudi ha realitzat.
Encara que en general la crítica va ser negativa, també va rebre alguna positiva, Roger Ebert del Chicago Sun-Times va lloar a la pel·lícula dient té una Bona fotografia i uns efectes especials increïbles, a més dona el que s'espera d'ella, una pel·lícula d'acció eficaç, però també va dir que la pel·lícula va tan ràpid que no hi ha temps a preguntar-se per què una espècie alienígena faria l'esforç d'enviar una criatura a la Terra solament perquè acabés amb soldats nord-americans, o per què una criatura d'aquest estil voldria un enfrontament cos a cos.
Amb el pas dels anys les reaccions a la pel·lícula s'han calmat, l'any 2007 la revista Entertainment Weekly la va nomenar com la número vint-i-dos en la llista de les millors pel·lícules d'acció de tots els temps. També la va classificar en el lloc número catorze en la llista de "The Best Rock-'em, Sock-'em Movies of the Past 25 Years" (traduït com les millors pel·lícules de "sacsejar i copejar" dels últims 25 anys). Exemple d'això és la puntuació a Rotten Tomatoes, 76%. la qual cosa li donaria el títol de pel·lícula de culte.

### Efectes especials
La companyia R/Greenberg Associates va crear els efectes òptics de la pel·lícula, inclosa la invisibilitat de la criatura, la visió termográfica, la sang fluorescent i les descàrregues elèctriques. L'efecte d'invisibilitat va ser aconseguit fent que una persona de la grandària de la criatura portés un vestit vermell brillant (es va triar aquest color per ser el més diferent del color verd de la jungla i del blau del cel). El vermell va ser eliminat posteriorment amb tècniques de croma deixant un espai buit. A continuació es repetia la presa sense els actors usant una lent un 30% més ampla, després es combinaven les dues preses, com la segona presa s'havia rodat amb una lent diferent, es podia percebre un vague perfil de la criatura. Per a la termografia, no es podia usar una cinta infraroja perquè no registrava la longitud d'ona de la temperatura corporal; Es va usar un video escàner tèrmic que obtenia bones imatges. La sang fluorescent es va aconseguir a partir de barres lluminoses com les usades pels acampadores barrejada amb lubrificant íntim per donar consistència. Les descàrregues elèctriques van ser realitzades amb animació per rotoscopi.
El disseny de la criatura correspon al dissenyador de efectes especials Stan Winston. En un vol des del Japó amb el director James Cameron, Winston, que havia estat contractat per dissenyar a Predator, estava fent esbossos i Cameron en veure el que estava dibuixant va dir "Sempre he volgut veure un amb mandíbules". En sentir-ho Winston va decidir incloure-les en els seus dissenys.
L'estudi de Stan Winston va crear tots els efectes visuals per a la pel·lícula i la seva seqüela, realitzant el vestit per a Kevin Peter Hall i els efectes facials.
La criatura va ser dissenyada inicialment amb un llarg coll, cap canina i un únic ull. Aquest disseny va ser rebutjat en comprovar que el rodatge en un entorn de jungla seria massa complicat. Abans de contractar a Stan, l'estudi va contractar a Richard Edlund, però van existir problemes en el rodatge a causa de la longitud de les cames del disseny i es va acomiadar a Richard Edlund. Després de sis setmanes de rodatge la producció es va haver de detenir perquè Winston pogués redissenyar la criatura, aquest període va durar vuit mesos, llavors es va continuar el rodatge durant cinc setmanes acabant al febrer de 1987.

## Premis i nominacions
La pel·lícula va obtenir els següents premis i nominacions:

### Hugo Awards
| Any  | Categoria                  | Productora         | Dirigida per   | Escrita per              | Resultat |
| ---- | -------------------------- | ------------------ | -------------- | ------------------------ | -------- |
| 1988 | Best Dramatic Presentation | [20th Century Fox] | John McTiernan | Jim Thomas & John Thomas | Nominat  |

### Oscar Academy Awards
| Any  | Categoria      | Nominats                                                         | Resultat |
| ---- | -------------- | ---------------------------------------------------------------- | -------- |
| 1987 | VISUAL EFFECTS | Joel Hynek, Robert M. Greenberg, Richard Greenberg, Stan Winston | Nominat  |

### Saturns AwardsAcademy of Science Fiction, Fantasy & Horror Films, USA
| Any  | Categoria  | Nominats       | Resultat  |
| ---- | ---------- | -------------- | --------- |
| 1987 | Best Music | Alan Silvestri | Guanyador |

- Premi BMI Film & TV a la banda sonora en 1988.[cal citació]
- Premi Golden Reel Award a la millor edició de so (Richard Shorr).[cal citació]

## Adaptacions
Source the Software House Ltd. va realitzar l'adaptació a videojoc de plataformes que va ser publicada per Activision als Estats Units i Regne Unit i per IBSA i posteriorment Proein a Espanya pels ordinadors Commodore 64, Sinclair ZX Spectrum, Amstrad CPC, Commodore Amiga i Atari ST.
També va aparèixer per a la consola Nintendo Entertainment System.
El 2004 l'empresa Índia Games Ltd. va realitzar l'adaptació a telèfon mòbil.

## Classificació per edats
| País              | Classificació                                           |
| ----------------- | ------------------------------------------------------- |
| Alemanya oriental | 16                                                      |
| Argentina         | 16                                                      |
| Austràlia         | M                                                       |
| Canadà            | 13+ (Quebec) AA (Ontario) PA (Manitoba) R (Nova Scotia) |
| Brasil            | 16                                                      |
| Xile              | 14                                                      |
| Espanya           | 18 (NRM18)                                              |
| Estats Units      | R                                                       |
| Filipines         | G                                                       |
| Finlàndia         | K-16                                                    |

| País          | Classificació |
| ------------- | ------------- |
| Hong Kong     | IIB           |
| Itàlia        | T             |
| Islàndia      | 16            |
| Noruega       | 15            |
| Nova Zelanda  | M             |
| Països Baixos | 16            |
| Perú          | 18            |
| Regne Unit    | 18            |
| Singapur      | PG            |
| Suècia        | 15            |
| Colòmbia      | 18            |
| Mèxic         | B15           |
| Japó          | R-15          |